# Puchar Albanii w piłce siatkowej mężczyzn (2023/2024)
Puchar Albanii w piłce siatkowej mężczyzn 2023/2024 – 69. edycja siatkarskiego Pucharu Albanii zorganizowana przez Albański Związek Piłki Siatkowej (Federata Shqiptare e Volejbollit, FSHV). Zainaugurowana została 3 listopada 2023 roku.
Rozgrywki składały się z fazy grupowej, półfinałów i finału. Brały w nich udział wszystkie drużyny uczestniczące w mistrzostwach Albanii.
W fazie grupowej drużyny podzielone zostały na dwie grupy, w których rozegrały ze sobą po dwa mecze. Z każdej grupy dwa najlepsze zespoły awansowały do półfinałów. W półfinałach rywalizacja toczyła się w parach w formie dwumeczów. Zwycięzcy półfinałów rozegrali jedno finałowe spotkanie.
Finał odbył się 17 marca 2024 roku w Parku Olimpijskim "Feti Borova" w Tiranie. Po raz czternasty Puchar Albanii zdobył klub Partizani Tirana, który w finale pokonał zespół Tirana. Najlepszym zawodnikiem (MVP) finału wybrany został Osman Qepa.

## System rozgrywek
Rozgrywki o Puchar Albanii w sezonie 2023/2024 składały się z fazy grupowej, półfinałów i finału.
W fazie grupowej drużyny w drodze losowania podzielone zostały na dwie grupy (A i B), w których rozegrały między sobą po dwa mecze systemem kołowym (mecz u siebie i rewanż na wyjeździe). Do półfinałów awansowały po dwie najlepsze drużyny z każdej grupy.
Półfinałowe pary powstały zgodnie z poniższym kluczem:
- para 1: A1 – B2;
- para 2: B1 – A2.

Rywalizacja w parach toczyła się w postaci dwumeczów. O awansie decydowała liczba zdobytych punktów. Za zwycięstwo 3:0 lub 3:1 drużyna otrzymywała 3 punkty, za zwycięstwo 3:2 – 2 punkty, za porażkę 2:3 – 1 punkt, natomiast za porażkę 1:3 lub 0:3 – 0 punktów. Jeżeli po rozegraniu dwumeczu obie drużyny zdobyły taką samą liczbę punktów, o awansie decydował tzw. złoty set grany do 15 punktów z dwoma punktami przewagi jednej z drużyn. Gospodarzem pierwszego meczu w parze był zespół, który w fazie grupowej zajął 2. miejsce w grupie.
Zwycięzcy półfinałów rozegrali mecz finałowy o Puchar Albanii.

## Drużyny uczestniczące
W Pucharze Albanii w sezonie 2023/2024 uczestniczyło 8 drużyn uczestniczących w albańskiej Superlidze.
| Mistrzostwa Albanii (8 drużyn) | Mistrzostwa Albanii (8 drużyn) |
| ------------------------------ | ------------------------------ |
| Elbasani                       | faza grupowa                   |
| Erzeni                         | półfinał                       |
| Partizani Tirana               | zwycięstwo                     |
| Skënderbeu Korcza              | półfinał                       |
| Studenti Tirana                | faza grupowa                   |
| Teuta Durrës                   | faza grupowa                   |
| Tirana                         | finał                          |
| Vllaznia Szkodra               | faza grupowa                   |

## Rozgrywki

### Faza grupowa
awans do półfinału

#### Grupa A
Tabela
| Lp. | Drużyna          | Pkt | Mecze | Mecze   | Mecze   | Sety | Sety | Sety  | Małe punkty | Małe punkty | Małe punkty |
| Lp. | Drużyna          | Pkt | M     | W (3:2) | P (2:3) | wyg. | prz. | ratio | zdob.       | str.        | ratio       |
| --- | ---------------- | --- | ----- | ------- | ------- | ---- | ---- | ----- | ----------- | ----------- | ----------- |
| 1   | Tirana           | 17  | 6     | 6 (1)   | 0 (0)   | 18   | 4    | 4.500 | 535         | 441         | 1.213       |
| 2   | Partizani Tirana | 11  | 6     | 3 (0)   | 3 (2)   | 14   | 9    | 1.556 | 521         | 450         | 1.158       |
| 3   | Studenti Tirana  | 8   | 6     | 3 (1)   | 3 (0)   | 10   | 12   | 0.833 | 454         | 452         | 1.004       |
| 4   | Teuta Durrës     | 0   | 6     | 0 (0)   | 6 (0)   | 1    | 18   | 0.056 | 305         | 472         | 0.646       |

Źródło: 
Punktacja: 3:0 i 3:1 – 3 pkt; 3:2 – 2 pkt; 2:3 – 1 pkt; 1:3 i 0:3 – 0 pkt
Zasady ustalania kolejności: 1. liczba punktów; 2. liczba zwycięstw; 3. stosunek setów; 4. stosunek małych punktów; 5. bilans w bezpośrednich meczach
Wyniki spotkań
| 4.11.2023 16:00 (UTC+1) | Partizani Tirana | 3:0 (25:14, 25:8, 25:15) raport | Teuta Durrës | Pallati i sportit "Asllan Rusi", Tirana Widzów: brak danych Sędziowie: Enri Zenullari i Tedi Zguri |

| 4.11.2023 18:00 (UTC+1) | Tirana | 3:0 (25:14, 25:19, 25:21) raport | Studenti Tirana | Pallati i sportit "Farie Hoti", Tirana Widzów: brak danych Sędziowie: Igli Feshti i Konalsi Gjoka |

| 11.11.2023 13:00 (UTC+1) | Teuta Durrës | 0:3 (14:25, 20:25, 19:25) raport | Studenti Tirana | Pallati i sportit "Ramazan Njala", Durrës Widzów: 35 Sędziowie: Enea Dusha i Tedi Zguri |

| 11.11.2023 17:00 (UTC+1) | Partizani Tirana | 2:3 (24:26, 25:21, 25:21, 29:31, 13:15) raport | Tirana | Pallati i sportit "Asllan Rusi", Tirana Widzów: brak danych Sędziowie: Igli Feshti i Endri Zguri |

| 18.11.2023 16:00 (UTC+1) | Studenti Tirana | 0:3 (11:25, 17:25, 15:25) raport | Partizani Tirana | Palestra në Shkollën 9-vjeçare Farkë e Vogël, Tirana Widzów: brak danych Sędziowie: Konalsi Gjoka i Igli Feshti |

| 18.11.2023 18:00 (UTC+1) | Tirana | 3:0 (25:17, 25:20, 25:19) raport | Teuta Durrës | Pallati i sportit "Farie Hoti", Tirana Widzów: brak danych Sędziowie: Endri Zguri i Enri Zenullari |

| 2.12.2023 16:00 (UTC+1) | Teuta Durrës | 0:3 (13:25, 24:26, 19:25) raport | Partizani Tirana | Pallati i sportit "Ramazan Njala", Durrës Widzów: 25 Sędziowie: Renato Kuka i Genci Sakaj |

| 2.12.2023 16:00 (UTC+1) | Studenti Tirana | 1:3 (12:25, 22:25, 25:23, 24:26) raport | Tirana | Palestra në Shkollën 9-vjeçare Farkë e Vogël, Tirana Widzów: brak danych Sędziowie: Enea Dusha i Roland Mujo |

| 9.12.2023 16:00 (UTC+1) | Studenti Tirana | 3:1 (25:14, 21:25, 25:8, 25:9) raport | Teuta Durrës | Palestra në Shkollën 9-vjeçare Farkë e Vogël, Tirana Widzów: brak danych Sędziowie: Ardit Nurja i Kastriot Tota |

| 13.12.2023 19:00 (UTC+1) | Tirana | 3:1 (25:20, 19:25, 28:26, 25:14) raport | Partizani Tirana | Pallati i sportit "Farie Hoti", Tirana Widzów: brak danych Sędziowie: Enri Zenullari i Tedi Zguri |

| 16.12.2023 16:00 (UTC+1) | Teuta Durrës | 0:3 (20:25, 20:25, 7:25) raport | Tirana | Pallati i sportit "Ramazan Njala", Durrës Widzów: 35 Sędziowie: Renato Kuka i Genci Sakaj |

| 16.12.2023 17:00 (UTC+1) | Partizani Tirana | 2:3 (25:18, 20:25, 14:25, 25:20, 10:15) raport | Studenti Tirana | Pallati i sportit "Ramazan Njala", Durrës Widzów: brak danych Sędziowie: Konalsi Gjoka i Endri Zguri |

#### Grupa B
Tabela
| Lp. | Drużyna           | Pkt | Mecze | Mecze   | Mecze   | Sety | Sety | Sety  | Małe punkty | Małe punkty | Małe punkty |
| Lp. | Drużyna           | Pkt | M     | W (3:2) | P (2:3) | wyg. | prz. | ratio | zdob.       | str.        | ratio       |
| --- | ----------------- | --- | ----- | ------- | ------- | ---- | ---- | ----- | ----------- | ----------- | ----------- |
| 1   | Erzeni            | 15  | 6     | 5 (1)   | 1 (1)   | 17   | 7    | 2.429 | 553         | 477         | 1.159       |
| 2   | Skënderbeu Korcza | 11  | 6     | 4 (1)   | 2 (0)   | 13   | 9    | 1.444 | 515         | 493         | 1.045       |
| 3   | Vllaznia Szkodra  | 8   | 6     | 2 (0)   | 4 (2)   | 11   | 12   | 0.917 | 503         | 504         | 0.998       |
| 4   | Elbasani          | 2   | 6     | 1 (1)   | 5 (0)   | 4    | 17   | 0.235 | 415         | 512         | 0.811       |

Źródło: 
Punktacja: 3:0 i 3:1 – 3 pkt; 3:2 – 2 pkt; 2:3 – 1 pkt; 1:3 i 0:3 – 0 pkt
Zasady ustalania kolejności: 1. liczba punktów; 2. liczba zwycięstw; 3. stosunek setów; 4. stosunek małych punktów; 5. bilans w bezpośrednich meczach
Wyniki spotkań
| 3.11.2023 12:00 (UTC+1) | Vllaznia Szkodra | 3:0 (26:24, 25:19, 25:23) raport | Skënderbeu Korcza | Pallati i sportit "Qazim Dërvishi", Szkodra Widzów: brak danych Sędziowie: Roland Mujo i Edison Kurti |

| 4.11.2023 16:00 (UTC+1) | Erzeni | 3:0 (25:15, 25:22, 25:14) raport | Elbasani | Pallati i sportit "Dhimitraq Goga", Xhafzotaj Widzów: 30 Sędziowie: Renato Kuka i Genci Sakaj |

| 11.11.2023 13:00 (UTC+1) | Elbasani | 1:3 (25:27, 32:30, 22:25, 21:25) raport | Skënderbeu Korcza | Pallati i sportit "Tomorr Sinani", Elbasan Widzów: brak danych Sędziowie: Roland Mujo i Enri Zenullari |

| 11.11.2023 18:00 (UTC+1) | Erzeni | 3:2 (21:25, 25:16, 22:25, 25:21, 15:11) raport | Vllaznia Szkodra | Pallati i sportit "Dhimitraq Goga", Xhafzotaj Widzów: 20 Sędziowie: Tedi Zguri i Enea Dusha |

| 17.11.2023 14:00 (UTC+1) | Vllaznia Szkodra | 3:0 (25:12, 25:13, 25:23) raport | Elbasani | Pallati i sportit "Qazim Dërvishi", Szkodra Widzów: 243 Sędziowie: Tedi Zguri i Ramadan Tafili |

| 18.11.2023 15:00 (UTC+1) | Skënderbeu Korcza | 3:2 (25:17, 22:25, 25:18, 20:25, 15:11) raport | Erzeni | Pallati i sportit "Tamara Nikolla", Korcza Widzów: 200 Sędziowie: Enea Dusha i Roland Mujo |

| 2.12.2023 12:00 (UTC+1) | Skënderbeu Korcza | 3:0 (25:16, 28:26, 26:24) raport | Vllaznia Szkodra | Pallati i sportit "Tamara Nikolla", Korcza Widzów: 500 Sędziowie: Enri Zenullari i Tedi Zguri |

| 2.12.2023 17:00 (UTC+1) | Elbasani | 0:3 (23:25, 18:25, 16:25) raport | Erzeni | Pallati i sportit "Tomorr Sinani", Elbasan Widzów: brak danych Sędziowie: Kastriot Tota i Ardit Nurja |

| 9.12.2023 13:00 (UTC+1) | Skënderbeu Korcza | 3:0 (25:18, 25:19, 25:19) raport | Elbasani | Pallati i sportit "Tamara Nikolla", Korcza Widzów: 200 Sędziowie: Ergi Papamihali i Anxhelo Brokaj |

| 13.12.2023 18:00 (UTC+1) | Vllaznia Szkodra | 1:3 (15:25, 18:25, 25:23, 25:27) raport | Erzeni | Pallati i sportit "Qazim Dërvishi", Szkodra Widzów: brak danych Sędziowie: Endri Zguri i Roland Mujo |

| 16.12.2023 14:00 (UTC+1) | Erzeni | 3:1 (25:15, 24:26, 25:23, 25:17) raport | Skënderbeu Korcza | Pallati i sportit "Dhimitraq Goga", Xhafzotaj Widzów: 30 Sędziowie: Enri Zenullari i Anxhelo Brokaj |

| 16.12.2023 17:00 (UTC+1) | Elbasani | 3:2 (19:25, 25:19, 25:23, 19:25, 15:13) raport | Vllaznia Szkodra | Pallati i sportit "Tomorr Sinani", Elbasan Widzów: brak danych Sędziowie: Ardit Nurja i Kastriot Tota |

### Półfinały
|  | Tirana | 6 – 0 | Skënderbeu Korcza |  |

| 21.02.2024 16:00 (UTC+1) | Skënderbeu Korcza | 0:3 (24:26, 16:25, 17:25) raport | Tirana | Pallati i sportit "Tamara Nikolla", Korcza Widzów: 200 Sędziowie: Roland Mujo i Edison Kurti |

| 28.02.2024 15:00 (UTC+1) | Tirana | 3:0 (25:19, 25:15, 25:22) raport | Skënderbeu Korcza | Pallati i sportit "Farie Hoti", Tirana Widzów: brak danych Sędziowie: Edison Kurti i Roland Mujo |

|  | Erzeni | 0 – 6 | Partizani Tirana |  |

| 21.02.2024 18:00 (UTC+1) | Partizani Tirana | 3:0 (25:22, 25:21, 25:19) raport | Erzeni | Parku Olimpik "Feti Borova", Tirana Widzów: brak danych Sędziowie: Enri Zenullari i Tedi Zguri |

| 28.02.2024 18:00 (UTC+1) | Erzeni | 1:3 (22:25, 25:23, 22:25, 21:25) raport | Partizani Tirana | Pallati i sportit "Dhimitraq Goga", Xhafzotaj Widzów: 80 Sędziowie: Tedi Zguri i Endri Zguri |

### Finał
| 17.03.2024 15:00 (UTC+1) | Partizani Tirana | 3:0 (25:12, 25:22, 25:22) raport | Tirana | Parku Olimpik "Feti Borova", Tirana Widzów: brak danych Sędziowie: Tedi Zguri i Enea Dusha |